# Transparences
Transparences est un roman d'Ayerdhal. De genre polar/thriller, le roman a été publié en 2004 chez Au diable vauvert, puis en édition poche chez J'ai lu en 2006.
Le roman évoque les recherches que mène Stephen Bellanger, jeune criminologue à Interpol (Lyon), sur le dossier d'« Ann X », une tueuse en série internationale. Cette traque va rapidement devenir une quête dans laquelle le véritable « méchant » (théoriquement Ann X) n'est pas toujours celui ou celle que l'on croit. Stephen va être empêché d'approfondir son enquête par des services secrets américains et découvrira notamment que ces derniers ont procédé à des assassinats ciblés d'opposants en les faisant passer pour l'action d'Ann X. Il va aller de découvertes en découvertes, jusqu'à devenir un pion sur l'échiquier de la lutte qui oppose Ann X aux services américains.

## Titre
Le titre Transparences est expliqué dans le chapitre « 5 avril 1999 » :
« (…) C'est mon ami Michel qui m'a suggéré le terme, en évoquant la capacité que nous avons tous de ne pas voir ou, plus exactement, de voir à travers ce qui nous dérange pour nous raccrocher à ce qui nous rassure. Il dit qu'Ann ne fait qu'exciter cette faculté pour tromper nos sens et notre mémoire. Je pense que cela va beaucoup plus loin. Je pense qu'Ann a créé un métalangage qui agit directement sur notre représentation noologique du monde. Elle ne se contente pas de nous montrer ce que nous voulons ou ce que nous sommes capables de voir ; de manière subliminale, elle sature notre système d'interprétation sensorielle jusqu'à ce qu'il ne puisse plus corriger ce qu'il considère comme des erreurs et opte pour l’effacement pur et simple des données parasites. C'est un peu ce que font les cuisiniers lorsqu'ils marient les saveurs pour nous donner la sensation d'un goût unique ou d'une complexion unique de goûts. C'est aussi le b.a-ba des traités de prestidigitation dans le domaine de l'illusion. C'est enfin une manière d'exploiter ce qui nous tient lieu de bits de parité. (…) »
— Pages 209-210 de l'édition J'ai lu

## Principaux personnages
- Le personnage traqué
  - « Ann X » / Naïs

- Les policiers d'Interpol
  - Stephen Bellanger : jeune criminologue travaillant à Interpol, à Lyon.
  - Philippe Decaze : commissaire de police à Interpol, supérieur direct de Stephen.
  - Medeiros : supérieur direct de Decaze.
  - Anton Rawicz : inspecteur allemand à Interpol.
  - Carlo Prusiner : inspecteur suisse à Interpol.
  - Meï Lin Banchai : inspectrice française à Interpol.
  - Jean-Paul Vauzelles : inspecteur français à Interpol.

- Les Américains (policiers et services secrets)
  - William Delaunay : officier de la NSA.
  - John Smith : officier du FBI et agent de liaison avec Interpol.
  - Carlisle : officier d'un service secret américain.
  - Dick Landis : adjoint d'un conseiller personnel du président des États-Unis.

- Autres personnages
  - Michel : ami SDF de Stephen.
  - Inge Stern : ancienne analyste à Interpol.
  - Iza Stern : fille d'Inge Stern.
  - Carl Nussbauer : psychiatre ayant jadis expertisé « Ann X ».
  - Dietmar Stamm : policier retraité ayant travaillé sur le cas d'« Ann X ».
  - Alana Keffidas : jeune femme grecque, agent immobilier.
  - Hilde : jeune femme allemande que Stephen rencontre à Uzès.
  - Diane Verdier : psychanalyste de Stephen Bellanger.
  - Paola et Fatima : jeunes femmes que Stephen rencontre à Lyon.
  - Nadja Khelif : amie d'« Ann X » / Naïs.
  - Gabriel et Margaret Bellanger : parents de Stephen.
  - Nadia Kerrouch : attachée de presse.
  - Gordon Grant Haywood : milliardaire et homme politique américain.

## Résumé
Le roman commence le 31 octobre 1997 et se termine le 11 septembre 2001.
Stephen Bellanger est un jeune célibataire québécois de père francophone et de mère anglophone. Il a suivi des études de psychologie et de criminologie. Il travaille comme vacataire au sein d'Interpol, à Lyon. Dans le cadre de son activité professionnelle, il est amené à faire un rapprochement entre de nombreux meurtres sur plusieurs continents commis avec un sabre par une jeune femme. Ses recherches l'amènent à découvrir que celle-ci pourrait être une mystérieuse « Ann X », née en 1973, âgée aujourd'hui de 24 ans, qui avait tué ses parents et deux de leurs amis en 1985 alors qu'elle n'était âgée que de douze ans. Apparemment elle tue sans hésiter, réagissant à tout ce qu'elle considère comme une agression sexuelle ou une atteinte à sa liberté, disparaissant ensuite sans laisser de traces exploitables.
Stephen entreprend une recherche des personnes ayant eu à connaître Ann X. Son enquête le mène auprès d'Inge Stern, ancienne analyste d'Interpol et aujourd'hui retraitée. La vieille dame souffre de la maladie d'Alzheimer et ne peut que répondre partiellement à ses questions. Stephen a une liaison avec sa fille Iza.
Il poursuit son enquête auprès d'un policier, Dietmar Stamm, qui avait jadis connu Ann X lorsqu'elle s'était enfuie de l'institution dans laquelle elle avait été placée. Il se rend en Grêce pour y rencontrer le psychiatre Carl Nussbauer qui avait établi une expertise psychiatrique de l'adolescente. Pour cela, il est amené à rencontrer Alana Keffidas, une jeune femme agent immobilier de son âge avec qui il a une brève idylle. Mais les deux hommes rencontrés, Stamm et Nussbauer, s'ils lui donnent la possibilité de dresser un portrait psychologique d'Ann X et de connaître les motifs des nombreux meurtres commis par Ann (elle était violée par son père et/ou des amis de son père), ne permettent pas d'avoir une piste sérieuse sur la localisation actuelle d'Ann. Où la traquer ? Cependant son enquête a permis de déterminer le nombre approximatif des meurtres commis par la tueuse.
L'enquête de Stephen n'est pas passée inaperçue. Son supérieur à Interpol, Decaze, l'a fait mettre sous filature et on a constaté que Stephen est aussi suivi par des agents concurrents. Decaze informe Stephen de cette découverte et un plan est mis en œuvre pour procéder à l'arrestation des « suiveurs ». Interpellés et mis au secret, on ne tarde pas à découvrir qu'ils sont employés par une agence de renseignement américaine. Après des pourparlers, les Américains proposent une collaboration avec l'équipe Decaze/Stephen. Cette collaboration est acceptée et les hommes sont relâchés. Ceci a pour conséquence la création d'une « cellule » dédiée à la traque d'Ann X. Stephen avait bien remarqué que les dossiers d'Interpol étaient singulièrement laconique et que des éléments normaux d'enquête n'y figuraient pas. « Quelqu'un » a-t-il trafiqué les dossiers pour les rendre inexploitables ? Des éléments essentiels ont-ils été retirés ou détruits ? En tout cas, la collaboration avec les Américains permettra peut-être d'avoir de nouveaux éléments d'information.
La jeune femme traquée étant originaire d'Allemagne, ou du moins y ayant son repaire affectif, les recherches continuent à Berlin. Mais un événement inattendu se produit : le 15 mars 2000, plusieurs membres de la cellule de recherche sont assassinés par Ann X et notamment leur chef, l'Américain John Smith. Étrangement, alors qu'elle était face à Stephen, elle n'a pas été agressive et au contraire lui a laissé volontairement la vie sauve. On comprend alors le message de la jeune tueuse : elle a voulu tuer ses pisteurs. L'affaire se complique avec une nouvelle information : Alana Keffidas (que Stephen avait croisée en Grêce) vient d'être assassinée avec sa sœur. L'arme utilisée ayant été un sabre, est-ce Ann X qui a procédé à ce meurtre ? Ou est-ce les services secrets américains qui ont vu en elle un complice d'Ann X ? Et le double meurtre des sœurs Keffidas a-t-il un lien direct avec le massacre de Berlin ?
Dans les mois qui suivent, les recherches ne donnent aucun résultat. Stephen a été mis sous surveillance par Interpol (filatures, écoutes téléphoniques) mais Ann X ne tente pas de prendre contact avec lui.
De nouveaux événements importants se déroulent dans la nuit du 31 décembre 2000 au 1er janvier 2001. Invité avec son ami SDF Michel à une soirée du réveillon, Stephen est intercepté par des hommes de Delaunay, représentant des services secrets des États-Unis. Delaunay a prévu d'interroger Stephen et de le faire disparaître car le jeune criminologue a découvert trop de secrets compromettants. L'un de ces secrets est que la CIA et le FBI ont procédé à des assassinats ciblés d'opposants en les faisant passer pour les actes d'Ann X. Michel, l'ami SDF de Stephen, est lui-aussi enlevé et torturé. Mais Ann X, qui avait suivi Stephen pendant la soirée, passe à l'action : elle s'introduit dans la maison de maître qui sert de base d'intervention aux Américains ; elle tue plusieurs agents américains et tue froidement Delaunay. Elle s'enfuit sans être rattrapée. Une seconde fois, Stephen a été placé directement face à la mystérieuse tueuse et cette fois-ci, elle l’a sauvé d'un sort néfaste. Il est par la suite contacté par une proche amie de Ann X qui lui révèle qu'Ann, en réalité « Naïs », est probablement tombée amoureuse de lui. Stephen est d'autant plus troublé que lui-aussi, même horrifié par la carrière délinquante d'Ann/Naïs, ne peut pas s'empêcher de l'admirer… Il décide alors de démissionner d'Interpol et de retourner au Québec pour y écrire un livre de criminologie…

## Récompenses
- Prix Michel-Lebrun en 2004[1],sur Polars Pourpres, classement à l'année 2004 - consulté le 8 août 2025 ;
- Grand prix de l'Imaginaire en 2005[2]

## Autour du roman
- L'action du roman se déroule en diverses dates entre 1997 et 2001. Au moins trois de ces dates ont une valeur historique :
  - Le roman commence le « 31 octobre 1997 », jour de la mort de Lady Diana ;
  - L'une des scènes les plus importantes du roman se déroule dans la nuit du 31 décembre 2000 au 1er janvier 2001, date de la fin du XXe siècle, et début du XXIe siècle et du IIIe millénaire ;
  - Le dernier chapitre se déroule le 11 septembre 2001, date des attentats d'Al Qaeda aux États-Unis.
- Le roman est précédé d'une dédicace : « À Betty Sibille, à nos soleils, nos décalage, nos pneus crevés, à tous les os que nous avons brisés, à nos actes manqués ».
- L'écrivain Roland C. Wagner est évoqué à la fin du chapitre « 5 avril 1999 ».